# Баташово
Баташово — деревня в Судиславском сельском поселении Судиславского района Костромской области России. 

## География
Деревня расположена недалеко от остановочного пункта Андоба железнодорожной ветки Кострома — Галич и реки Андобы.

## История
Согласно Спискам населенных мест Российской империи в 1872 году деревня относилась к 1 стану Костромского уезда Костромской губернии. В ней числилось 13 дворов, проживало 35 мужчин и 38 женщин.
Согласно переписи населения 1897 года в деревне проживало 76 человек (19 мужчин и 57 женщин).
Согласно Списку населенных мест Костромской губернии в 1907 году деревня относилась к Завражьинской волости Костромского уезда Костромской губернии. По сведениям волостного правления за 1907 год в ней числилось 20 крестьянских дворов и 110 жителей. Основным занятием жителей была работа кожевниками.
До муниципальной реформы 2010 года деревня входила в состав Глебовского сельского поселения Судиславского района.

## Население
| 2008 | 2010 | 2014 |
| ---- | ---- | ---- |
| 0    | →0   | →0   |